# Igor' Vasil'evič Kurčatov
Igor' Vasil'evič Kurčatov (in russo И́горь Васи́льевич Курча́тов?; Sim, 21 gennaio 1903 – Mosca, 7 febbraio 1960) è stato un fisico sovietico.

## Biografia
Direttore scientifico dal 1942 del programma atomico sovietico, fu uno degli scienziati che maggiormente contribuirono alla costruzione della prima bomba atomica sovietica e di quella all'idrogeno. La prima fu fatta detonare il 29 agosto 1949 nel poligono kazako di Semipalatinsk mentre lo scienziato - che pure aveva lavorato dal 1953 al programma mirante a costruire un ordigno a fusione - più tardi prese a battersi per un uso pacifico della tecnologia nucleare e dichiarò la sua contrarietà nei confronti dei test nucleari che erano condotti nella sua patria.
Kurčatov si era laureato nel 1923 all'Università di Crimea. L'anno dopo, al Politecnico di Baku, cominciò a studiare la conduzione termica  dei dielettrici solidi.
Nel 1925, all'istituto fisico-tecnico di Leningrado, eseguì ricerche sulle proprietà elettriche dei cristalli e sui nuclei atomici.
Dal 1930 al 1933 insegnò al politecnico di Baku. Dal 1934 in poi si dedicò completamente alla fisica nucleare, cominciando a studiare la radioattività artificiale e la reazione a catena provocata dal bombardamento di neutroni.
Ideò la teoria dell'isomerismo nucleare, secondo cui i nuclidi (ogni specie di atomo caratterizzato dalla carica e dal numero di massa del suo nucleo), pur avendo lo stesso numero di massa e lo stesso numero atomico, hanno contenuto energetico diverso, cioè si trovano in stati energetici differenti.
Nel 1955, a Ginevra, fece parte della delegazione sovietica alla Conferenza Internazionale sugli usi pacifici dell'energia atomica.
Fu deputato al Soviet Supremo e insignito di molti riconoscimenti, fra i quali il premio Stalin e l'ordine di Lenin.
Alla sua memoria è stata dedicata una nave per ricerche oceanografiche, la Akademik Kurčatov, capofila della Classe Akademik Kurčatov.